# إميل بوسيك
اللواء إميل بوسيك (بالتشيكية: Emil Boček)‏ (25 فبراير 1923-25 مارس 2023) عسكري تشيكي مخضرم شارك في الحرب العالمية الثانية. في عام 2010 منحه الرئيس فاتسلاف كلاوس وسام الأسد الأبيض لمساهماته البارزة في الدفاع عن أمن الدولة ولكونه متميزًا في القتال.